# REMIX 2005-2008
『REMIX 2005-2008』（リミックス にせんご にせんはち）は、日本のバンドゆらゆら帝国のリミックス・アルバムである。2008年7月2日発売。発売元はソニー・ミュージックアソシエイテッドレコーズ。

## 概要
- 初となるリミックス・アルバム。
- 初回分は紙ジャケット仕様。坂本慎太郎描き下ろしイラスト入り6面折りたたみブックレット仕様。

## 収録曲

### DISC1
1. 空洞です(alternate version)(6:02)
2. なんとなく夢を(extended remix)(8:32)
3. あえて抵抗しない (12”remix)(5:18)
4. 学校へ行ってきます(remix)(4:17)
5. 船(instrumental remix)(4:47)
6. あえて抵抗しない (12”instrumental remix)(4:31)
7. できない(12”extended remix)(6:08)
8. おはようまだやろう(remix)(5:21)

### DISC2
1. ソフトに死んでいる (12”extended remix)(9:17)
2. ロボットでした(remix)(7:57)
3. つぎの夜へ(12”extended remix)(10:30)
4. 順番には逆らえない (12”extended remix)(10:43)
5. ソフトに死んでいる (12”instrumental remix)(4:11)
6. フランキー・ティアドロップ(4:58)